# WTA Tour Championships 2013 - Singolare
Il singolare  del WTA Tour Championships 2013 è stato un torneo di tennis facente parte del WTA Tour 2013.
Serena Williams era la detentrice del titolo ed è riuscita a difenderlo superando in finale Li Na per 2-6, 6-3, 6-0.

## Giocatrici
1. Serena Williams (campionessa)
2. Viktoryja Azaranka (round robin)
3. Agnieszka Radwańska (round robin)
4. Li Na (finale)

1. Petra Kvitová (semifinale)
2. Sara Errani (round robin)
3. Jelena Janković (semifinale)
4. Angelique Kerber (round robin)

### Riserve
1. Caroline Wozniacki (non ha giocato)

1. Sloane Stephens (non ha giocato)

## Tabellone

### Legenda
| - Q = Qualificato - WC = Wild card - LL = Lucky loser | - ALT = Alternate - SE = Special Exempt - PR = Protected Ranking | - w/o = Walkover - r = Ritirato - d = Squalificato |

### Fase finale
|  | Semifinali | Semifinali      | Semifinali    | Semifinali | Semifinali |  |  | Finale | Finale          | Finale | Finale | Finale |  |
|  |            |                 |               |            |            |  |  |        |                 |        |        |        |  |
|  | 1          | Serena Williams | 6             | 2          | 6          |  |  |        |                 |        |        |        |  |
|  | 7          | Jelena Janković | 4             | 6          | 4          |  |  | 1      | Serena Williams | 2      | 6      | 6      |  |
|  | 4          | Li Na           | Li Na         | 6          | 6          |  |  | 4      | Li Na           | 6      | 3      | 0      |  |
|  | 5          | Petra Kvitová   | Petra Kvitová | 4          | 2          |  |  |        |                 |        |        |        |  |

### Gruppo Rosso
|   |                     | Williams | Radwańska | Kvitová          | Kerber           | RR V–P | Set V-P     | Game V-P       | Classifica |
| 1 | Serena Williams     |          | 6–2, 6–4  | 6-2, 6-3         | 6–3, 6–1         | 3–0    | 6–0 (100%)  | 36–15 (70,6%)  | 1          |
| 3 | Agnieszka Radwańska | 2–6, 4–6 |           | 4–6, 4–6         | 2–6, 2–6         | 0–3    | 0–6 (0%)    | 18–36 (33.3%)  | 4          |
| 5 | Petra Kvitová       | 2-6,3-6  | 6–4, 6–4  |                  | 6(3)–7, 6-3, 6-2 | 2–1    | 4–3 (57,1%) | 35–32 (52,23%) | 2          |
| 8 | Angelique Kerber    | 3–6, 1–6 | 6–2, 6–2  | 7–6(3), 2-6, 3-6 |                  | 1–2    | 3–4 (42,9%) | 28–34 (45,2%)  | 3          |

La classifica viene stilata in base ai seguenti criteri: 1) Numero di vittorie; 2) Numero di partite giocate; 3) Scontri diretti (in caso di due giocatori pari merito ); 4) Percentuale di set vinti o di games vinti (in caso di tre giocatori pari merito ); 5) Decisione della commissione.

### Gruppo Bianco
|   |                    | Azaranka    | Li            | Errani      | Janković      | RR V–P | Set V-P     | Game V-P       | Classifica |
| 2 | Viktoryja Azaranka |             | 2-6, 1-6      | 7–6(4), 6–2 | 4–6, 3–6      | 1–2    | 2–4 (33,3%) | 23–32 (41,8%)  | 3          |
| 4 | Li Na              | 6-2, 6-1    |               | 6–3, 7–6(5) | 6–3, 2–6, 6–3 | 3–0    | 6–1 (85,7%) | 39–24 (61,9%)  | 1          |
| 6 | Sara Errani        | 6(4)–7, 2–6 | 3–6, 6(5)–7   |             | 6-4, 6-4      | 1–2    | 2–4 (33,3%) | 29–34 (46,03%) | 4          |
| 7 | Jelena Janković    | 6–4, 6–3    | 3–6, 6–2, 3–6 | 4-6, 4-6    |               | 1–2    | 3–4 (42,9%) | 32–33 (49,2%)  | 2          |

La classifica viene stilata in base ai seguenti criteri: 1) Numero di vittorie; 2) Numero di partite giocate; 3) Scontri diretti (in caso di due giocatori pari merito ); 4) Percentuale di set vinti o di games vinti (in caso di tre giocatori pari merito ); 5) Decisione della commissione.